# Hotel d’Angleterre
Hotel d’Angleterre är ett exklusivt hotell i Köpenhamn i Danmark, beläget vid Kongens Nytorv.
Hotellet har tidigare ägts av bland andra fastighetsinvesteraren Sven-Olof Johansson och den sedermera försvunne finansmannen Carl-Eric Björkegren.